# Dubai Airport
Dubai Airport (in arabo مطار دبي الدولي	‎?) è una comunità dell'Emirato di Dubai, negli Emirati Arabi Uniti. Si trova nel Settore 2 nella zona settentrionale di Dubai, ad est del quartiere storico di Deira. 

## Territorio
Il territorio occupa un'area di 14,2 km² in una zona subito a ridosso del quartiere di Deira, fra il Dubai Creek e il confine con l'Emirato di Sharjah.
L'area è delimitata a nord dalla Al Quds Street (D 91), a est dalla Sheikh Mohammed Bin Zayed Road (E 311), a sud dalla  Airport Road (D 89) e a ovest dalla Al Ittihad Road (E 11).
Il quartiere è interamente occupato dall'Aeroporto Internazionale di Dubai.
L'area è servita della linea rossa della Metropolitana di Dubai che ha due fermate Airport Terminal 1 e Airport Terminal 3 in corrispondenza degli omonimi terminal dell'aeroporto.
La linea verde della metropolitana non ha fermate dirette in aeroporto, ma segue la Al Nahda Road, che scorre parallela alla Al Quds Street. Le sue fermate più vicine (Al Nahda, Al Rashid Stadium e Al Qiyadah, distano oltre 1,5 km dal Terminal 2.
Non vi è viabilità pubblica all'interno del quartiere, fatta eccezione per i brevi tratti di accesso/uscita dai parcheggi. La Beirut Street, che collega i quartieri di Al Qusais e Al Twar a nord con il quartiere di Umm Ramool a sud, passa sotto l'aeroporto con un tunnel di circa 1 km.